# Drapeau du Montana
Le drapeau du Montana (en anglais : Flag of Montana) est le drapeau officiel de l'État américain du Montana, constitué d'un fond bleu orné au centre du sceau de l'État et surmonté du nom « MONTANA » en lettres d'or.

## Historique

Drapeau du Montana de 1905 à 1981.

Le drapeau est utilisé par les troupes du Montana lors de la guerre hispano-américaine de 1898 avec la mention « 1st Montana Infantry, U.S.V. » au-dessus du sceau. Il est adopté en 1905 par l'Assemblée législative du Montana avec uniquement le sceau de l'État au centre.
En 1981, le nom « MONTANA » est ajouté au-dessus du sceau. Enfin, en 1985, ce nom est réécrit dans une police de caractères utilisée au Montana.

## Symbolique
L'intérieur du sceau est une évocation de la géographie de l'État avec les montagnes Rocheuses, les grandes chutes de la rivière Missouri et des champs cultivés. Au premier plan, une charrue, représentant l'agriculture, ainsi que deux pelles, évoquant les ressources minières, sont placées au-dessus d'un ruban contenant la devise de l'État en espagnol, « Oro y plata » (« Or et argent »).